# Ключ 176
Ключ 176 (иер. 面) со значением «лицо», 176 по порядку из 214 традиционного списка иероглифических ключей, используемых при написании иероглифов. Записывается 9 штрихами.
В словаре Канси под этим ключом содержится 66 иероглифа (из 49 030).

Вид ключа в Цзягувэнь
Вид ключа в малой печати Чжуаньшу

## Примеры иероглифов
| Доп. черты | Иероглифы |
| ---------- | --------- |
| 0          | 面 靣     |
| 5          | 靤        |
| 6          | 靥        |
| 7          | 靦        |
| 12         | 靧        |
| 14         | 靨        |

- Примечание: Ваш браузер может отображать иероглифы неправильно.